# Auriac-du-Périgord
Auriac-du-Périgord – miejscowość i gmina we Francji, w regionie Nowa Akwitania, w departamencie Dordogne.
Według danych na rok 1990 gminę zamieszkiwało 377 osób, a gęstość zaludnienia wynosiła 20 osób/km² (wśród 2290 gmin Akwitanii Auriac-du-Périgord plasuje się na 812. miejscu pod względem liczby ludności, natomiast pod względem powierzchni na miejscu 578.).